# Lengsel
Lengsel e норвежка блек метъл група, основана през 1995 година.

## Състав
- Tor Magne S. Glidje – вокал, китара
- Ole Halvard Sveen – барабани, китара, вокал
- John Robert Mjåland – бас

## Дискография
- 2000 – „Solace“
- 2006 – „The Kiss, The Hope“